# Ilir Shulku
Ilir Shulku (ur. 20 stycznia 1971 w Tiranie) – albański piłkarz występujący na pozycji obrońcy.

## Kariera klubowa
Shulku karierę rozpoczynał w 1990 roku w Partizani Tirana. Występował tam przez osiem lat. W tym czasie wywalczył z zespołem mistrzostwo Albanii (1993), dwa wicemistrzostwa Albanii (1991, 1992) oraz trzy Puchary Albanii (1991, 1993, 1997). Na początku 1998 roku Shulku odszedł do greckiego Apollonu Smyrnis, ale w połowie tego samego roku wrócił do Partizani. W trakcie sezonu 1998/1999 Shulku został graczem niemieckiego Eintrachtu Nordhorn z Regionalligi Nord. Występował tam do końca sezonu 1999/2000. Potem przeniósł się do Partizani Tirana, z którym w 2001 roku awansował z drugiej ligi do pierwszej. W 2002 roku zakończył karierę.

## Kariera reprezentacyjna
W reprezentacji Albanii Shulku zadebiutował 17 lutego 1993 roku w przegranym 1:2 meczu eliminacji Mistrzostw Świata 1994 z Irlandią Północną. 16 sierpnia 1995 roku w przegranym 1:2 towarzyskim pojedynku z Maltą strzelił swojego jedynego gola w kadrze. W latach 1993–1999 w drużynie narodowej Shulku rozegrał łącznie 40 spotkań.